# Хайнрих II фон Бланкенбург
Хайнрих II фон Бланкенбург (на немски: Heinrich II von Blankenburg; * пр. 1251; † между 22 март 1308 – 7 март 1311) е граф на Бланкенбург в Харц.

## Произход
Той е най-големият син на граф Зигфрид III фон Бланкенбург († сл. 1283) и съпругата му графиня Мехтхилд фон Волденберг († 1265/1269), дъщеря на граф Херман I фон Волденберг-Харцбург († 1243/1244) и София фон Еверщайн († сл. 1272). Брат е на Бурхард II фон Бланкенбург († 1305), архиепископ на Магдебург (1296 – 1305), Херман († 1303) е епископ на Халберщат (1296 – 1303), Зигфрид († 1304), домхер в Халберщат (1275), домхер в Хилдесхайм (1275 – 1294), катедрален приор на Халберщат (1304), Мехтилд фон Бланкенбург († сл. 1269), абатиса на Мариенщул близо до Егелн, и на Йохан фон Бланкенбург († сл. 1285), домхер в Хилдесхайм (1283 – 1285).

## Фамилия
Хайнрих II фон Бланкенбург се жени за Гербург/Гертруд († 25 ноември 1310). Те имат двама сина:
- Зигфрид IV (VI) фон Бланкенбург († сл. 13 май 1292), женен чрез разрешение на папата на 15 февруари 1289 г. за Лутгард фон Вернигероде († сл. 1289), дъщеря на граф Конрад II фон Вернигероде († 1298) и Ода фон Регенщайн († 1283)
- Хайнрих III (IV) фон Бланкенбург „Млади“ († сл. 8 октомври 1330), граф на Бланкенбург, женен чрез разрешение на папата на 28 септември 1296 г. за София фон Хонщайн († 15 юни 1322), дъщеря на граф Хайнрих III фон Хонщайн-Арнсберг-Зондерсхаузен († 1305) и Юта фон Равенсберг († 1305).